# 女性の休日
女性の休日（じょせいのきゅうじつ、アイスランド語: Kvennafrídagurinn）は、1975年10月24日にアイスランドで発生した女性によるストライキ。男女の賃金差や女性の政治進出の遅れに対する抗議として行われ、アイスランドの女性人口の9割以上が仕事や家事を放棄して参加したと言われている。これによってアイスランドでは1976年に性別による賃金格差を禁止する法律が成立した。

## 背景
アイスランドの女性は1915年に参政権を獲得した。しかし、その後の60年間で国会議員に就任した女性は9人に留まっており、1975年時点で女性の国会議員は総議席の5%にあたる3人であった。また、当時の男女の賃金差は40%以上だった。
1975年、国際連合は同年を国際女性年に定めることを発表した。これを受け、1970年に設立された急進的な女性運動団体であるThe Red Stockingsによってストライキが計画された。しかし、ストライキが正当性のない山猫ストとして扱われる懸念があり、これによってストライキに参加した女性が解雇されることがあったことから、ストライキは「女性の休日」という呼称に変更された。これによってストライキは全国的な支持と労働組合からの支援を得るようになった。ストライキの計画は女性運動団体が呼びかけ、メディアや口コミを通じてアイスランド中に広く伝えられた。

## 経過
ストライキは1975年10月24日に行われた。アイスランド中の都市や町で大規模集会やデモが行われ、女性の9割以上が仕事と家事を放棄したと言われている。首都であるレイキャヴィークのデモには女性人口の20%にあたる25,000人の女性が参加した。デモでは演説や歌唱、討論などが行われた。
ストライキによって銀行や工場は休業した。学校や保育園も休校したため父親は子どもを職場に連れていかざるを得ず、簡単に料理できて子どもに人気の食材であるソーセージがアイスランド中の商店で売り切れになったと言われている。

## 影響
ストライキを受け、1976年には性別による賃金格差を違法とする法律が成立した。1980年11月にはヴィグディス・フィンボガドゥティルがアイスランドで初めての女性大統領に就任した。彼女はヨーロッパで初めての女性の国家元首であり、世界で初めて民主的に選出された女性の国家元首でもあった。ヴィグディスは、このストライキがなかったら自身は大統領にはなっていなかっただろうと述べている。また、ストライキはアイスランド国外の女性運動にも影響を与えた。1985年にはストライキの10周年を記念して、2度目のストライキが行われた。ヴィグディス大統領も、この日は登庁しなかった。